# Kir2.1
Het Kir2.1 eiwit vormt een kaliumionkanaal dat een wezenlijke functie heeft in spier- en hersencellen.

## Kalium ionkanalen
Kaliumionkanalen spelen een belangrijke rol bij de vorming van actiepotentialen (AP) en bij het reguleren van AP-frequenties in weefsels zoals hersenen en hart. Kaliumkanalen behoren tot de grootste en meest diverse familie van ionkanalen.
De ionstroom welke verantwoordelijk is voor het vormen van de uiteindelijke repolarisatie van de AP en de stabiele rustfases tussen de opeenvolgende actiepotentialen is de inwaarts rectificerende kaliumstroom (IK1). De kanalen die deze kaliumstroom genereren worden Kir-kanalen genoemd.
De familie van Kir-kanalen is onderverdeeld in 7 subfamilies waaronder de Kir2.x subfamilie (Kir2.1-Kir2.4) welke voor een belangrijk deel ten grondslag ligt aan de IK1-kanalen in het hart.

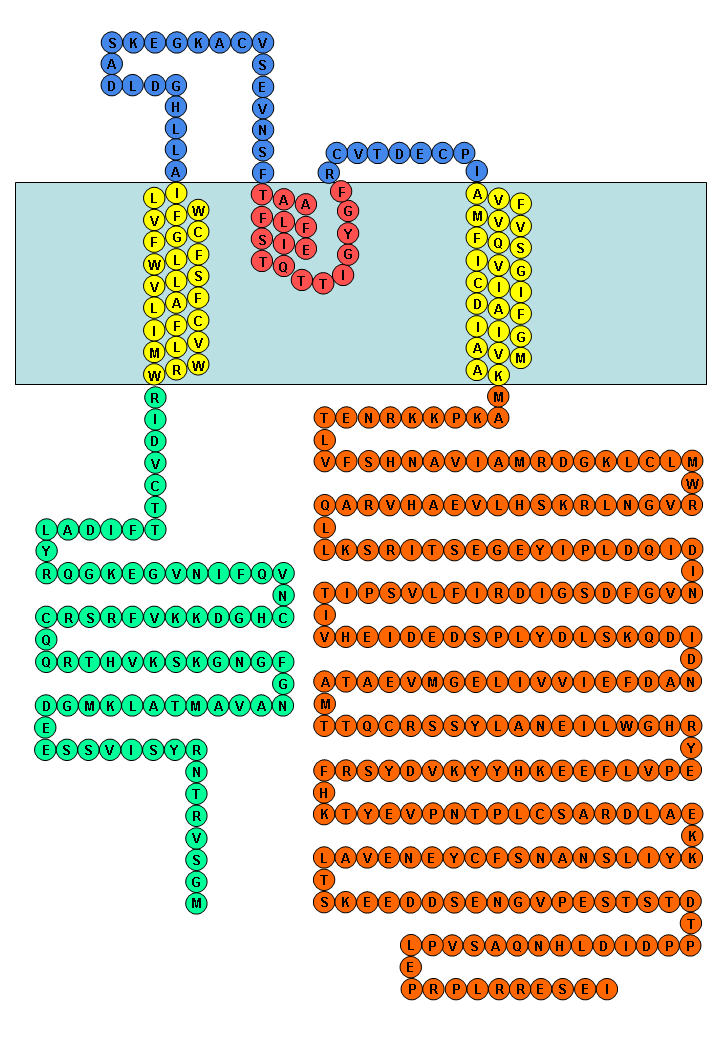
topologie van het humane Kir2.1-ionkanaaleiwit

## Functie Kir2.1
Een belangrijk ionkanaal van de Kir2.x-subfamilie is Kir2.1. De stroom die door dit kanaal gegenereerd wordt is voornamelijk verantwoordelijk voor een stabiel rustmembraanpotentiaal in verscheidene celtypes zoals zenuwcellen en spiercellen. Strikte regulering van Kir2.1 voorkomt voortijdige AP-formatie en verzekert optimale repolarisatietijden. Mutaties in dit kanaal liggen ten grondslag aan erfelijke ziekten als syndroom van Andersen-Tawil, bepaalde vormen van boezemfibrilleren en inspanninggeïnduceerde hartritmestoornissen. Toxicologische blokkering van Kir2.1-ionkanalen door bariumzouten leiden onder andere tot zeer ernstige ademhalingsproblemen en hartritmestoornissen. Blokkering van kaliumkanalen leidt tot depolarisatie van de rustmembraanpotentiaal. Het gevolg daarvan is dat er een kleinere prikkel dan normaal nodig is voor volledige depolarisatie van het membraan om een actiepotentiaal te genereren. In het hart zorgt dit ervoor dat de spiercellen extra prikkelbaar worden.

## Bouw Kir2.1
Het menselijk Kir2.1-kanaal wordt gecodeerd door het KCNJ2-gen wat zich op chromosoom 17q23.1-q24.2 bevindt. Het Kir2.1-eiwit bestaat uit 427 aminozuren en wordt geschat op een grootte van 48.2 kD.
Zoals alle Kir-kanalen bestaat Kir2.1 (afbeelding) uit 2 transmembraandomeinen (geel), een extracellulair domein (blauw), een korte polypeptidelus waarin het kaliumselectiviteitsfilter zich bevindt (GYG)(rood) en intracellulaire N- (groen) en C-termini (oranje). Na assemblage van vier Kir2.1-subunits ontstaat er een functioneel IK1-kanaal.

## Onderzoek
Op internationaal niveau wordt er in verscheidene laboratoria onderzoek gedaan naar Kir2.1. Een aantal belangrijke onderzoeks-instituten zijn:
- Molecular and Integrative Physiology, University of Michigan
- Department of Anatomy and Physiology, Saga University
- Primary Children’s Medical Center, University of Utah
- Howard Hughes Medical Institute

Binnen Nederland:
- Afdeling Medische Fysiologie, UMC Utrecht[dode link]